# 安布羅勞里

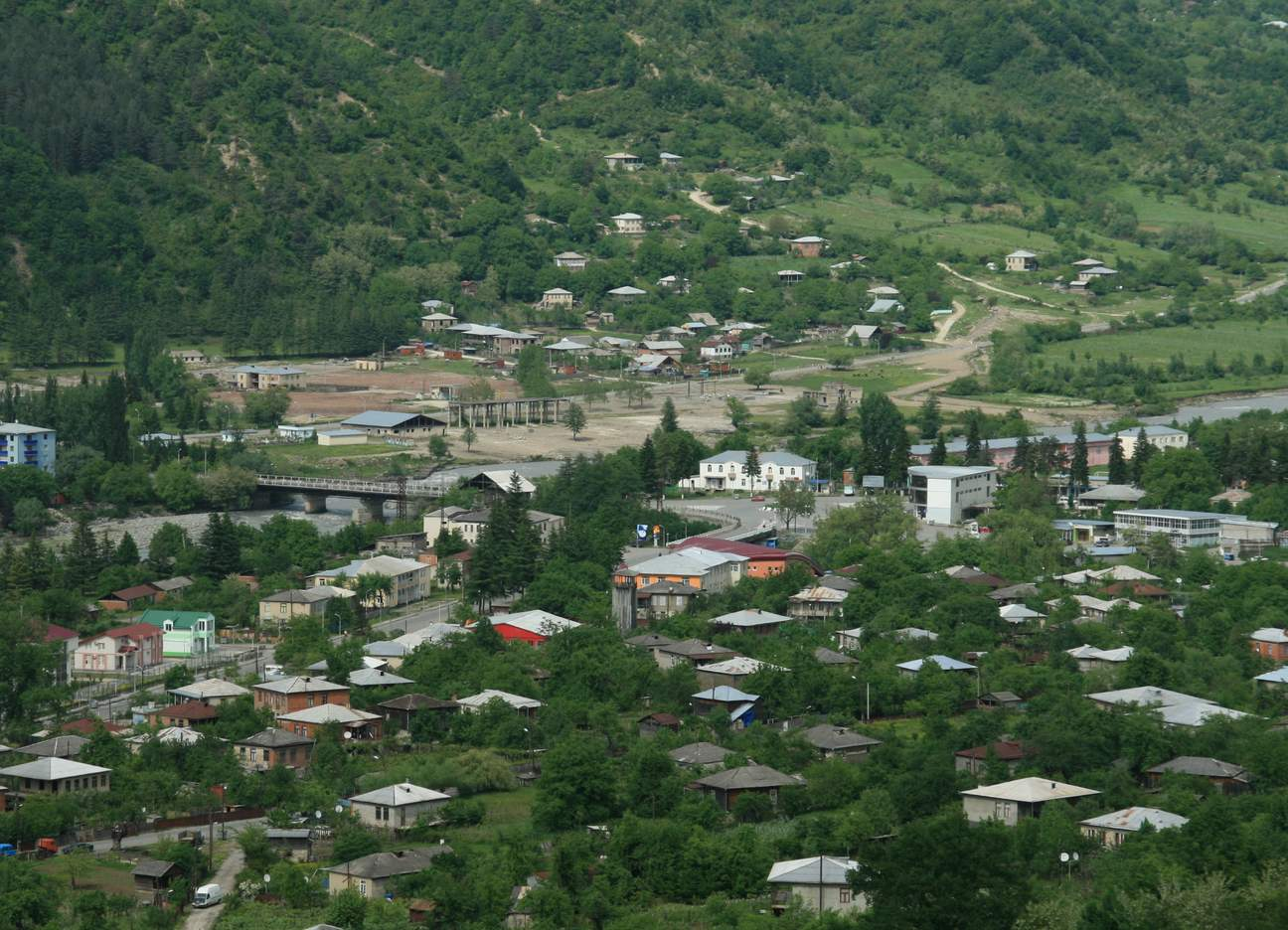
安布羅勞里

安布羅勞里是格魯吉亞西部拉恰-列其呼米和下斯瓦内蒂大区安布羅勞里市鎮的城鎮及其行政中心，也是所属大区的区府。位於里奧尼河畔，海拔高度550米，2014年人口2,047。
該鎮受到1991年4月29日發生的黎克特制6.9級大地震波及。

## 外部連結
- Ambrolauri.com Guide to Ambrolauri （页面存档备份，存于）